# Андре-Марсел Адамек
Андрѐ-Марсѐл Адамѐк (на френски: André-Marcel Adamek) е белгийски писател.
Роден е като Андре-Марсел Дамекенс на 3 май 1946 година в Гурдин, днес част от Валкур в провинция Намюр, в семейството на железничар. Сменя множество различни занятия – производител и търговец на играчки и канцеларски материали, собственик на ферма за кози в Ардените, издател и писател. През 1965 година издава първата си стихосбирка, а през следващите години пише главно романи. През 1975 година получава белгийската литературна награда „Виктор Росел“ за Le Fusil à pétales. На български са издавани романите му „Един глупак на припек“ (1984, Un imbécile au soleil), „Господарят на черните градини“ (1993, Le Maître des jardins noirs), „Птицата на смъртта“ (1995, L’Oiseau des morts), „Забраненият празник“ (1997, La Fête interdite), „Най-голямата подводница на света“ (1999, Le Plus Grand Sous-marin du monde).
Андре-Марсел Адамек умира на 31 август 2011 година.